# 성 마리아 임시 대성당

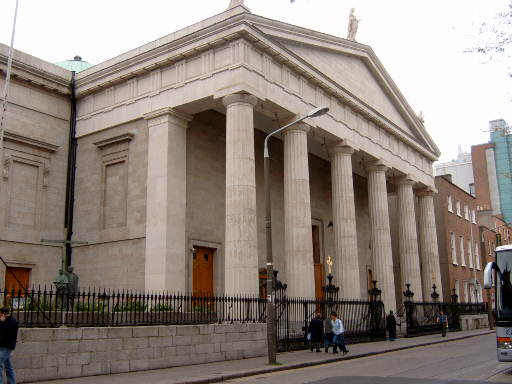

성 마리아 성당(아일랜드어: Leas-Ardeaglais Naomh Muire)은 성 마리아 임시 대성당 또는 임시 대성당이라고도 불리며, 아일랜드 더블린 대교구의 임시 주교좌 성당이다.